# Superliga 2015/16 (Türkei)
Die Saison 2015/16 war die 22. Spielzeit der Superliga, der höchsten türkischen Eishockeyspielklasse. Meister wurde zum zweiten Mal in der Vereinsgeschichte der Zeytinburnu Belediyesi SK, während der İzmir Büyükşehir Belediyesi SK wie im Vorjahr nach dem Gewinn der Hauptrunde die Endspielserie gegen den Meister verlor.

## Modus
Nachdem im Vorjahr lediglich vier Mannschaften an der Liga teilnahmen, waren es durch den Zugang des Gümüş Patenler SK (erstmals seit 2000/01) und des Büyükşehir Belediyesi Ankara SK (erstmals seit 2012/13) diesmal sechs Mannschaften. Diese spielten je zweimal gegeneinander, sodass jede Mannschaft zehn Spiele zu absolvieren hatte. Für einen Sieg nach regulärer Spielzeit wurden drei Punkte vergeben, ein Sieg nach Verlängerung oder Penaltyschießen brachte zwei Punkte und eine Niederlage nach Verlängerung oder Penaltyschießen gab noch einen Punkt; eine Niederlage nach regulärer Spielzeit wurde nicht bepunktet. Trat eine Mannschaft zu einem Spiel nicht an, wurden ihr drei Punkte abgezogen. Dies traf je einmal den Gümüş Patenler SK und den Büyükşehir Belediyesi Ankara SK, die gegeneinander nicht antraten (und in den übrigen Spielen keinen Punkt erreichten). Die ersten vier Mannschaften erreichten das Halbfinale, in dem die Finalteilnehmer und die Teilnehmer des Spiels um Platz drei ermittelt wurden.

## Hauptrunde
|    | Klub                             | Sp | S | OTS | OTN | N | Tore    | Punkte |
| -- | -------------------------------- | -- | - | --- | --- | - | ------- | ------ |
| 1. | İzmir Büyükşehir Belediyesi SK   | 10 | 8 | 1   | 0   | 0 | 133:020 | 26     |
| 2. | Zeytinburnu Belediye SK          | 10 | 8 | 1   | 0   | 1 | 146:020 | 25     |
| 3. | Erzurum Büyükşehir Belediyesi SK | 10 | 7 | 0   | 0   | 3 | 094:029 | 21     |
| 4. | Koç Üniversitesi SK              | 10 | 4 | 0   | 0   | 6 | 042:096 | 12     |
| 5. | Gümüş Patenler SK                | 10 | 1 | 0   | 0   | 9 | 027:137 | 0      |
| 6. | Büyükşehir Belediyesi Ankara SK  | 10 | 1 | 0   | 0   | 9 | 020:160 | 0      |

Sp = Spiele, S = Siege, N = Niederlagen, OTS = Overtime-Siege, OTN = Overtime-Niederlage

## Halbfinale
- 12. April 2016: Zeytinburnu Belediyesi SK – Erzurum Büyükşehir Belediyesi SK 5:4
- 13. April 2016: Zeytinburnu Belediyesi SK – Erzurum Büyükşehir Belediyesi SK 12:2
- 16. April 2016: İzmir Büyükşehir Belediyesi SK – Koç Üniversitesi SK 25:1
- 16. April 2016: Erzurum Büyükşehir Belediyesi SK – Zeytinburnu Belediyesi SK 2:5
- 17. April 2016: İzmir Büyükşehir Belediyesi SK – Koç Üniversitesi SK 17:0

## Spiel um Platz 3
- 23. April 2016: Erzurum Büyükşehir Belediyesi SK – Koç Üniversitesi SK 12:1
- 24. April 2016: Erzurum Büyükşehir Belediyesi SK – Koç Üniversitesi SK 16:1

## Finale
- 23. April 2016: İzmir Büyükşehir Belediyesi SK – Zeytinburnu Belediyesi SK 7:8
- 24. April 2016: İzmir Büyükşehir Belediyesi SK – Zeytinburnu Belediyesi SK 8:6
- 27. April 2016: Zeytinburnu Belediyesi SK – İzmir Büyükşehir Belediyesi SK 9:2
- 28. April 2016: Zeytinburnu Belediyesi SK – İzmir Büyükşehir Belediyesi SK 5:8
- 30. April 2016: İzmir Büyükşehir Belediyesi SK – Zeytinburnu Belediyesi SK 1:3